# داستوزوماب
داستوزوماب هو جسم مضاد وحيد النسيلة بشري طورته سياتل جنتكس لعلاج اللمفومة لاهودجكينية وأورام الدم.